# Jan Mořic Gustav z Manderscheid-Blankenheimu
Jan Mořic Gustav hrabě z Manderscheid-Blankenheimu (německy Johann Moritz Gustav Graf von Manderscheid-Blankenheim, 12. června 1676 Blankenheim – 26. října 1763 Praha/Dolní Břežany) byl v letech 1722–1734 biskupem ve Vídeňském Novém Městě, od roku 1725 probošt svatopetrské katedrály v Kolíně nad Rýnem a v letech 1735–1763 arcibiskup pražský a současně primas český.

## Původ
Jan Mořic Gustav hrabě z Manderscheid-Blankenheimu pocházel ze šlechtického rodu hrabat z Manderscheidu. Jeho rodiči byli Salentin Arnošt, hrabě z Manderscheid-Blankenheimu (1630–1705) a jeho druhá manželka Kristýna Alžběta (1641–1692), dcera hraběte Jiřího Albrechta z Erbachu a Dorothey hraběnky z Hohenlohe.

## Životopis
Jan Mořic Gustav byl od roku 1685 členem kapituly kolínské katedrály. V roce 1692 je uveden jako student Univerzity v Kolíně nad Rýnem a roku 1695 byl povolán ke štrasburské kapitule. V radě Kolínského kurfiřtství zastával různé funkce a v Trevírském kurfiřtství zastával úřad kurfiřtského rady. Roku 1721 jej císař Karel VI. jmenoval nástupcem zesnulého Josefa Ignáce della Rovere, biskupa ve Vídeňském Novém Městě. Po biskupském svěcení 3. srpna 1721 byl papežem Inocencem XIII. dne 14. ledna 1722 potvrzen jako biskup ve Vídeňském Novém Městě. I přes svůj biskupský úřad nastoupil v roce 1725 do úřadu probošta katedrály v Kolíně nad Rýnem. Ačkoli byl roku 1730 povolán na arcibiskupský stolec v Palermu, jeho nástup do úřadu se nekonal.
Dne 18. prosince 1733 jej císař Karel VI. jmenoval do funkce pražského arcibiskupa. Poté, co rezignoval na úřad biskupa ve Vídeňském Novém Městě, obdržel 18. prosince 1733 papežskou translaci. Intronizace nového pražského arcibiskupa se konala 12. září 1734 a následovala jeho politika důsledné rekatolizaci v Čechách. Jan Mořic, generální vikář a opat Strahovského kláštera byli členy státní náboženské komise pro vyvlastňování a obracení na víru. Vyslaní misionáři byli povinni knížeti-arcibiskupovi Janu Mořicovi podávat každoroční zprávu o své činnosti.
V době první slezské války byl roku 1741 přítomen holdovzdání kurfiřtu Karlovi Albrechtu Bavorskému a byl předběžně určen pro jeho korunovaci českým králem. Při zpětném dobytí Prahy 25. prosince 1742 císařskými vojsky, sestavila arcivévodkyně Marie Terezie vyšetřovací komisi, která konstatovala Manderscheidovo neloajální počínání. Ačkoli se arcibiskup Manderscheid-Blankenheim cítil být ve smyslu nálezu komise nevinným, byl vyhoštěn z Prahy a byl mu zakázán přístup ke dvoru. Korunovace Marie Terezie na českou královnu v roce 1743 se na její vlastní přání zhostil olomoucký biskup (pozdější arcibiskup) Jakub Arnošt z Lichtenštejna-Kastelkornu. Arcibiskup Manderscheid si již nikdy nezískal zpět přízeň panovnice. V roce 1752 mu byl jako koadjutor přidělen dosavadní královéhradecký biskup Antonín Petr Příchovský z Příchovic, který jej roku 1763 nahradil v úřadu pražského arcibiskupa.
Arcibiskup Jan Mořic z Manderscheidu zemřel 26. října 1763 na arcibiskupském zámku v Dolních Břežanech u Prahy, který byl v majetku pražské arcidiecéze od počátku 18. století. Jeho panství Dobřejovice východně od Prahy, které pořídil za 217 000 zlatých, následně rovněž připadlo pražskému arcibiskupství.